# 半岭畲族观音亭寨
27°0′56.43″N 120°6′12.84″E / 27.0156750°N 120.1035667°E
半岭畲族观音亭寨，简称观音亭寨，俗称官路亭、半岭亭，位于中国福建省霞浦县水门畲族乡半岭村，建筑面积640平方米，由观音殿和大雄寶殿上下两座组成，硬山顶穿斗式木结构。寨外有福宁城墙，清军福宁卫曾驻扎于此。观音亭寨是中华人民共和国的第七批全国重点文物保护单位。

## 历史沿革
观音亭寨始建于明朝洪武二年（1369年），清朝乾隆五十六年（1791年）重修，由时任福宁府知府錢受椿主持修缮，同治二年（1863年）扩建。因防金钱会人员潜入福宁府城，清政府在观音亭外围修筑了城墙，并派清兵驻守，遂始称观音亭寨，霞浦县内进京赶考者都需从此城门通过。文革时期，大量木制观音像遭烧毁，现留存6根刻有禅语石柱及一些石刻、石碑。
1986年2月，观音亭寨被公布为霞浦县文物保护单位，2001年1月20日被公布为第五批福建省文物保护单位，2013年3月5日被公布为第七批全国文物保护单位，是目前霞浦县境内唯一一个国家级文保单位。

## 建筑与习俗
观音亭由前殿与后殿组成，占地426.8平方米，外围的城墙与寺院合称“观音亭寨”，周围聚居畲族村民，每年元宵节、重阳节，福鼎、福安和浙江平阳等县畲族人民聚此举行盘歌盛会。长约88.7米的半岭古驿道是北宋以来福建与温州一带的重要通道。